# Fixit Gruppe
Die Fixit Gruppe ist ein Hersteller von Baustoffen mit Hauptsitz in Freising. Die Fixit Gruppe ist eine Holding, unter deren Dach die fünf Baustoffmarken Fixit, Greutol, Hasit, Kreisel und Röfix seit September 2006 gebündelt sind. 2013 hatte das Unternehmen einen Umsatz von rund 500 Millionen Euro.
Hasit wurde von Franz Haslberger sen. 1967 in Freising gegründet, das erste Werk ging 1968 im nahen Eichenkofen in Betrieb. Das Unternehmen Fixit wurde 1997 von Hasit aufgekauft und war 2006 Namensgeber der Holding. Fixit geht auf einen 1896 gegründeten Gipssteinbruch in der Schweiz zurück. Ältester Teil des Unternehmens ist Röfix, der aus einer 1888 gegründeten Kalk- und Ziegelhütte Röthis entstand. Kreisel Qualitätsbaustoffe wurde 1976 in Wiesbaden gegründet und wurde 2005 eine 100 % Tochter von Hasit. 2016 wurde der Schweizer Hersteller Greutol vollständig übernommen.